# Brian Grazer
Brian Thomas Grazer (Los Ángeles, California; 12 de julio de 1951) es un productor cinemátográfico y televisivo estadounidense.
Fundó junto con Ron Howard la compañía Imagine Entertainment en 1985. Las películas que produjeron han recaudado en total más de $13 mil millones de dólares. Las películas incluyen cuatro por las que Grazer fue nominado personalmente a un premio Óscar: Splash (1984), Apolo 13 (1995), A Beautiful Mind (2001), y Frost/Nixon (2008). Sus películas y series de televisión han sido nominadas a 43 premios Óscar y 131 Emmys.
En 2002, Grazer ganó un Óscar a la mejor película por A Beautiful Mind (compartido con Ron Howard). En 2007, fue nombrado una de las «100 personas más influyentes del mundo» por la revista Time.

## Primeros años y educación
Grazer nació en Los Ángeles, California, hijo del abogado de defensa criminal Thomas Grazer y Arlene Becker. Es el hermano mayor de Nora Bet Grazer (nacida en 1952) y el actor y director Gavin Grazer (nacido en 1956). Se crio en Sherman Oaks y Northridge, en el Valle de San Fernando, en Los Ángeles.
La madre de Grazer es judía y su padre era católico, y él se describió en 2000 como «medio judío». Posteriormente, reportes de terceros entraron en conflicto en cuanto a si era judío o un cristiano practicante. Sus padres se divorciaron cuando él estaba en la secundaria. Grazer dijo: «Mi mejor amiga, la persona más importante en mi crecimiento, era mi pequeña abuela judía de un metro y medio, y ella decía: 'Con el fin de conseguirlo, tienes que hacerlo. Nadie va a conseguirlo por ti, Brian'».
Grazer ganó una beca para la Universidad del Sur de California (USC) para estudiar psicología. Se graduó de la Escuela de Cine y Televisión de la USC en 1974. Luego asistió a la Facultad de Derecho de la USC durante un año, pero la abandonó en 1975 para seguir una carrera en Hollywood.

## Carrera
Grazer comenzó su carrera como productor desarrollando proyectos de televisión. Mientras ejercía como productor ejecutivo de pilotos de televisión en Paramount Pictures a principios de la década de los años 1980, se encontró con su amigo y socio Ron Howard.
Produjo su primer largometraje, Night Shift, en 1982, dirigido por Howard. Grazer y Howard se unieron de nuevo en Splash, de 1984, que Grazer produjo y coescribió. Splash le valió una nominación al Óscar al mejor guion original de 1984.
En 1986, Grazer y Howard cofundaron Imagine Entertainment, que se convirtió en una de las productoras más prolíficas y exitosas de Hollywood. Con los años, las películas y programas de televisión de Grazer han sido nominados para un total de 43 premios Óscar y 131 Emmys. Al mismo tiempo, sus películas han generado más de $ 13.5 mil millones de dólares en todo el mundo en ingresos brutos teatrales, musicales y de vídeo.
Los éxitos tempranos en películas de Grazer incluyen Parenthood (1989) y Backdraft (1991). Produjo Apolo 13 (1995), por la que ganó el premio Daryl F. Zanuck al productor del año del Sindicato de Productores de Estados Unidos, así como una nominación al Óscar a la mejor película de 1995.
En 1998, obtuvo dos distinciones importantes, se le dio su propia estrella en el Paseo de la fama de Hollywood, e hizo un cameo en la serie de dibujos animados Los Simpson, junto a Ron  Howard, Kim Bassinger y Alec Baldwin.
En 2001, Grazer ganó un Óscar a la mejor película por A Beautiful Mind, que también se llevó a casa el premio Óscar a la mejor actriz de reparto (Jennifer Connelly), al mejor director (Ron Howard) y al mejor guion adaptado (Akiva Goldsman).
En el año 2002, se estrenó 8 Mile, producida por Grazer. Demostró no sólo ser un gran éxito de taquilla, sino también la primera película con una canción de rap en ganar un Óscar a la mejor canción original, por «Lose Yourself», de Eminem.
Grazer también produjo Frost/Nixon (2008). Frost/Nixon fue nominada a cinco premios de la Academia, incluyendo a mejor película.
Producciones posteriores de Grazer incluyen Rush (2013), dirigida por Ron Howard y protagonizada por Chris Hemsworth y Daniel Brühl, el documental Made in America, que se transmitió por Showtime en octubre de 2013, Those Who Kill y Gang Related.
Grazer también produjo Get on Up, una película sobre el cantante de soul James Brown, y En el corazón del mar, dirigida por Ron Howard y protagonizada por Chris Hemsworth, sobre el ballenero Essex.
En 2015 Grazer publicó su libro A Curious Mind: The Secret to a Bigger Life, en el que analiza conversaciones con personas interesantes, muchas de las cuales le sirvieron de inspiración.

## Vida personal
Grazer se ha casado y divorciado tres veces: con Theresa McKay (1972–1979), Corki Corman (1982–1992), con quien tuvo dos hijos: su hijo Riley (nacido en 1986) y su hija Sage (nacida en 1988); y la novelista y guionista Gigi Levangie (1997–2007), con quien tuvo dos hijos: Thomas (1999) y Patrick (2004). En abril de 2014, Grazer se comprometió con Veronica Smiley, directora de marketing de SBE, una compañía de gestión hotelera. Se casaron el 20 de febrero de 2016.
Grazer reside actualmente en Santa Mónica, California. También tiene una casa en Hawái, en Sunset Beach, en el Banzai Pipeline en la costa norte de Oahu.

## Premios y distinciones
Premios Óscar
| Año  | Categoría            | Trabajo nominado | Resultado |
| ---- | -------------------- | ---------------- | --------- |
| 1985 | Mejor guion original | Splash           | Nominado  |
| 1996 | Mejor Película       | Apolo 13         | Nominado  |
| 2002 | Mejor Película       | A Beautiful Mind | Ganador   |
| 2009 | Mejor película       | Frost/Nixon      | Nominado  |